# Plandry
Plandry település Csehországban, a Jihlavai járásban. Plandry Bílý Kámen, Hybrálec, Jihlava és Vyskytná nad Jihlavou településekkel határos. Lakosainak száma 191 fő (2024. január 1.).

## Népesség
A település lakosságának változását az alábbi diagram mutatja:
| Lakosok száma | 223  | 214  | 185  | 157  | 140  | 179  | 205  | 208  | 187  | 191  |
|               | 1869 | 1900 | 1921 | 1961 | 1980 | 2011 | 2016 | 2019 | 2021 | 2024 |